# Hans Schüz
Hans Schüz (* 21. Februar 1883 in Düsseldorf; † 3. März 1922 in Stuttgart) war ein deutscher Maler und Radierer der Düsseldorfer Schule.

## Leben
Hans Schüz wurde als jüngster von drei Söhnen des aus dem Schwarzwald stammenden Genremalers Theodor Schüz in Düsseldorf geboren. Sein Großvater, später auch sein Bruder Martin (1877–1945), waren evangelische Pfarrer von Haigerloch. Wie sein ältester Bruder, der Maler Friedrich Schüz, studierte er Malerei an der Kunstakademie Düsseldorf. Dort war Peter Janssen der Ältere sein Lehrer. Am 18. November 1907 schrieb er sich zum Studium der Malerei an der Königlichen Akademie der Bildenden Künste in München ein. 1912 und 1914 nahm er an den Frühjahr-Ausstellungen der Münchener Secession teil.
Als Maler wandte sich Schüz dem Expressionismus zu. Ein religiöses Motiv aus dieser Zeit ist das Gemälde Flucht nach Ägypten, das er 1918 in Öl auf Pappe malte und das sich in der Sammlung des Museums Kunstpalast befindet.
Schüz heiratete die Malerin Else Herwig (1886–1949), die Tochter des Mediziners Otto Herwig, mit der er 1917 in ihren Geburtsort Arosa im Schweizer Kanton Graubünden zog. Während seiner Münchner Zeit war er Lehrer der Stilllebenmalerin Martha Buhl (1877–1942). Schüz verstarb im Alter von 39 Jahren an den Folgen einer Lungenentzündung in Stuttgart.